# Кокс, Джон (футболист, 1867)
Джон Дэ́вид Кокс (англ. John David Cox; 21 октября 1867 — 10 июня 1957), также известный как Джек Кокс (англ. Jack Cox) — английский футболист, правый хавбек. Наиболее известен по выступлениям за футбольный клуб «Дерби Каунти», также провёл одну игру за национальную сборную Англии.

## Футбольная карьера
Уроженец Спондона, Кокс начал играть в футбол в одноимённой юношеской команде, после чего выступал за клуб «Лонг-Итон Рейнджерс». В марте 1891 года присоединился к клубу «Дерби Каунти».
В составе «Дерби Каунти» выступал с 1891 по 1899 год, сыграв 212 матчей и забив 7 голов в рамках Футбольной лиги. Дебютировал за «баранов» 21 марта 1891 года в игре против «Сандерленда» (поражение со счётом 1:5), последний матч за клуб провёл 25 декабря 1899 года — против «Ливерпуля» (победа со счётом 3:2). Дважды помогал команде выйти в финал Кубка Англии, однако в обеих случаях «бараны» потерпели поражение. В сезоне 1895/96 занял второе место в Первом дивизионе (чемпионат тогда выиграл бирмингемский клуб «Астон Вилла»).
5 марта 1892 года провёл свой единственный матч за национальную сборную Англии — это была игра Домашнего чемпионата против сборной Ирландии, в которой англичане одержали победу со счётом 2:0.

## Достижения
«Дерби Каунти»
- Вице-чемпион Англии: 1895/96
- Финалист Кубка Англии: 1897/98, 1898/99

Сборная Англии
- Победитель Домашнего чемпионата Великобритании: 1892

## Вне футбола
В 1901 году был признан банкротом из-за неудачного ведения бизнеса в Дерби, вскоре после этого эмигрировал в Канаду. Умер в Торонто в 1957 году в возрасте 89 лет.